# Хамат-Тверия
Хама́т-Тве́рия (ивр. חמת טבריה‎) — национальный парк Израиля и район археологических раскопок, расположенный около южного въезда в город Тверия на берегу Тивериадского озера.

## История
В 1921 году, при постройке шоссе от Тверии в сторону Цемаха, были обнаружены остатки разрушенной синагоги. При проведении археологических раскопок, на вершине холма были найдены остатки трех синагог. Первая синагога была построена примерно в 230 году н.э. и разрушена в III веке. На руинах первой синагоги была построена вторая синагога также в районе III века. Эта синагога просуществовала как минимум до IV века, и была реконструирована по всей видимости после землетрясения, которое произошло в районе Тверии в 306 году.
Вторая синагога была разрушена землетрясением в начале V века. Построенная затем третья синагога была гораздо больше, в ней был большой зал, разделенный на три части двумя рядами колонн. Эта синагога работала до середины VIII века.
Также в состав национального парка входят 17 горячих целебных источников, объединенных названием «Хамей-Тверия». Вода источников поднимается с глубины в 2 километра и имеет температуру около 60 градусов. В воде содержится бром, калий, хлориды натрия и кальция и сера.

## Современность
В ночь с 28 на 29 мая 2012 года в синагоге Хамат-Гадер были совершены вандальные действия - часть синагоги была раскрашена граффити и была разрушена часть мозаики. Мозаика была восстановлена в 2013 году и теперь в синагоге не найти следов этого вандализма.